# أوريليان جيل
أوريليان جيل (بالإنجليزية: Aurélien Gill)‏ هو سياسي كندي، ولد في 26 أغسطس 1933 في كيبك في كندا، وتوفي في 17 يناير 2015 في روبيرفال في كندا. حزبياً، نشط في الحزب الليبرالي الكندي. وقد انتخب عضو مجلس الشيوخ الكندي.